# Wasilków
Wasilków è un comune urbano-rurale polacco del distretto di Białystok, nel voivodato della Podlachia.
Ricopre una superficie di 127,17 km² e nel 2004 contava 12 499 abitanti.